# もう恋なんてしない
「もう恋なんてしない」（もうこいなんてしない）は、1992年5月25日に発売された槇原敬之5枚目のシングル。発売元はWEA MUSIC（後にワーナーミュージック・ジャパン併合）。

## 解説
ジャケット写真は槇原が犬に耳打ちしている。
日本テレビ系ドラマ『子供が寝たあとで』主題歌。オリコン集計による累計売上枚数は139.7万枚。累計出荷枚数は約150万枚。
当時槇原のサポートキーボーディストを務めていた本間昭光（後にプロデューサーとしてポルノグラフィティやいきものがかりなどを手がける）が歌番組楽屋にて「俺、失恋したんだよ～」と槇原に話すと槇原が「本間さんが元気になる曲を作りますよ～」と言い「もう恋なんてしない」を作詞・作曲。本間は「元気になる曲だけど俺の失恋話は槇原が書いた詞のように良い話では無いんだよなぁ～」と述懐。
現在でも代表的・失恋歌でありラジオ「あ、安部礼司」では主人公・安部礼司と恋人・岩月加奈が別れる回（2007年2月18日放送）のエンディングで使用され悲恋を彩る。槇原は番組のファンで「この曲が使用されたことに感謝している」と述懐。槇原はその後同番組にゲスト出演のほか、後に主題歌も書き下ろした。
『Hits on TV』（2005年）、『FUN Greatest Hits of 90's』（2006年）、『R35 Sweet J-Ballads』（2007年）、「Climax J-Ballad Standard」等といったコンピレーション・アルバムにも収録。

## カップリング曲
C/W曲「夏のスピード」はアルバム未収録曲。
なお、ゲーム「ポポロクロイス物語」の中で使用されているBGM『フライヤーヨットの飛翔』およびボーカルアレンジ版の主題歌『ピエトロの旅立ち』の2曲は「夏のスピード」のイントロのフレーズを引用。2013年にベスト・アルバム『春うた、夏うた。〜どんなときも。』に収録。

## 収録曲
全作詞・作曲・編曲：槇原敬之
1. もう恋なんてしない
2. 夏のスピード

## カバーしたアーティスト
- 黎明（レオン・ライ）（香港の俳優・歌手）：1993年に広東語の歌詞で「我的親愛」というタイトルで、アルバム「傾城之戀」内でカバー。サビで日本語「さよなら」が登場する。
- キム・ワンソン（韓国の歌手）：北京語（標準中国語）の歌詞で「莎喲娜啦」（日本語の「さよなら」の音訳）というタイトルで、台湾で発売したアルバム「極度魅力」内でカバー。こちらもサビで日本語「さよなら」が登場する。
- AAA：2007年のアルバム『CCC-CHALLENGE COVER COLLECTION-』内でカバー。
- 杏里：2008年のアルバム『tears of anri 2』内でカバー。
- pino schizzo：2008年のアルバム『pino schizzo's Vintage Style』内でカバー。
- 日野良一：2008年のアルバム『TOKYO"BOSSA"STORY』内でカバー。
- 美吉田月：2009年のアルバム『Ska Flavor#2』内でカバー。
- ニナ・マリア（ポルトガルの歌手）：2009年のアルバム『AROUND40 ～BOSSA NOVA～』内でカバー。
- Dr.Metal Factory：が2009年のアルバム『カヴァメタThen』内でカバー。
- Dizzi Mystica feat.CAMRY：2009年のアルバム『EXIT TRANCE PRESENTS ウマウマできるトランスを作ってみた 3 サムネで余裕でした』内でカバー。
- 恒川恵美：2010年のアルバム『On/Off -Winter White Selection-』内でカバー。
- JUJU：2011年のアルバム『We Love Mackey』内でカバー。
- 今井麻美、原由実、沼倉愛美：ラジオ大阪の番組『THE IDOLM@STER STATION!!!』のコーナーの1つ「歌姫楽園2010」でカバー。楽曲は2011年発売のアルバム『THE IDOLM@STER STATION!!! THIRD TRAVEL WANTED』に収録。
- BENI：2012年のアルバム『COVERS』内でカバー。
- 藤田麻衣子：2018年のアルバム『惚れ歌』内でカバー。
- CHOBO CURRY：2023年11月「もう恋なんてしない (槇原ドリルRemix)」を配信リリース。ドリル調（英語版）アレンジを加えたもの[3]。